# Dick Simonis
Diederik Willem (Dick) Simonis (Amsterdam, 10 september 1919 – Zeist, 20 april 2004) is een Nederlands industrieel ontwerper, sieraadontwerper en edelsmid. Simonis begon in 1940 zijn opleiding tot edelsmid aan het Instituut voor Kunstnijverheidsonderwijs te Amsterdam. Daarna ging hij naar Denemarken en Zweden om zijn ontwerpstijl te vervolmaken. Zijn stijl was dan ook Scandinavisch te noemen.
Simonis was een zoon van het in Zeist wonende echtpaar Henri Joseph Maria Simonis en Christine Jacoba Nieuwenkamp; hij werd geboren op een schip liggend aan de Amsterdamse Sarphatikade. Henri Simonis was sinds 1912 mededirecteur van de Gerofabriek. Dick Simonis zou er zelf vanaf 1944 werken. Na de Tweede Wereldoorlog was het in de eerste plaats van belang de productie weer op gang te brengen en werd aan de lancering van nieuwe modellen geen aandacht besteed. In 1955 stopte de Gerofabriek met de productie van tinnen voorwerpen, zodat alleen Zilmeta en Zilvium voorwerpen werden geproduceerd. Vanaf 1959 produceerde Gero ook Zilduro producten, waar het percentage nikkel hoger ligt dan bij Zilmeta voorwerpen.
In 1957 ging Georg Nilsson, de vaste ontwerper van Gero, met pensioen. De toenmalige directeur probeerde met de aanstelling van de zoon van Georg Jensen, Ib Georg Jensen een bekende ontwerper uit Denemarken binnen te halen. In 1962 keerde Ib Jensen na het voltooien van enkele ontwerpen echter terug naar Denemarken. Dick Simonis was als enige vaste ontwerper bij de Gerofabriek in dienst. De technisch goed vormgegeven voorwerpen van Simonis worden gekenmerkt door een sobere onversierde lijn. De invloed vanuit Denemarken waar hij een deel van zijn opleiding had genoten is hierin goed waar te nemen. Een Gero Zilmeta pannenset naar ontwerp van Simonis uit 1958 werd in Brussel en Canada bekroond 'omdat hun hoge kwaliteit gepaard gaat met een aangename vorm'. Het kampeerbestek 'Relax' met kleurige stelen uit 1965 werd geproduceerd voor de grote markt. Het voldeed aan de wensen van de consument door lichter gewicht en meer variatie in kleur. Daarbij hoefde het niet gepoetst te worden. In 1966 werden de ontwerpen van Dick Simonis in een expositie 'Eetgerei in metaal' in het Stedelijk Museum Amsterdam tentoongesteld. De verkoop van deze strakke moderne producten vormde slechts een deel van het assortiment, dat in 1962 bestond uit 4000 tot 5000 verschillende artikelen die werden verkocht door meer dan 1000 detaillisten. De vraag van de consument was voor de Gerofabriek een belangrijk punt om bestekontwerp in productie te nemen. Veel vrijheid in ontwerpen had Simonis niet. Daarbij had hij als ontwerper er rekening mee te houden dat de productiekosten laag bleven. Dit uitte zich veelal in strakke vormgeving.
Van Dick Simonis en Wouter de Baat staan in Amsterdam-Zuidoost een aantal bakstenen huisjes uit 1988, getiteld Domicilie.
Hij werd begraven op Algemene Begraafplaats te Zeist (Bosrust).
- RKD-Nederlands Instituut voor Kunstgeschiedenis: 72719